# Club Voleibol Nuestra Señora de la Luz
El Club Voleibol Nuestra Señora de la Luz también conocido como "Voleibol Arroyo" es un club de voleibol, eminentemente femenino, de la localidad de Arroyo de la Luz (Cáceres) España. Actualmente compite en Superliga 2 con el nombre de Extremadura Arroyo. Patrocinado por Fundación Jóvenes y Deporte de la Junta de Extremadura, también está subvencionado por la Diputación de Cáceres y el Ayuntamiento de Arroyo de la Luz como entidades públicas. En la temporada 2022 - 2023 se une el patrocinio privado de Extremadura New Energies y  Consorcio Más Medio. Desde la temporada 2020/2021 el patrocinador técnico es la empresa cacereña Extremadurasport.com. Además 30 empresas de la localidad colaboran con el club, que tiene más de 100 jugadoras de distintas categorías. El club ha sido distinguido con la medalla de Arroyo de la Luz (2005), con la Tenca de oro de la Mancomunidad Tajo-Salor (2007). También fue imagen de la campaña "Mujer y Deporte" de la Junta de Extremadura desde el 2008 hasta el 2010. Premio MEDNÍFICOS 2018 a la mejor entidad femenina. Candidata a Medalla de Extremadura en 2019 y Premio a la "Mejor entidad autonómica" en los VI Premios "Deporte, Igualdad y Empresa" en 2020. Orgullosos de representar a Arroyo de la Luz, Cáceres y Extremadura por toda la geografía española.

## Plantilla

### Temporada 2024-2025
| # | Nombre                  | F.Nacimiento           | Estatura | Origen     | Co | Re | Ce | Op | Li |
| --- | ----------------------- | ---------------------- | -------- | ---------- | -- | -- | -- | -- | -- |
| 1 | Fabiola Ortega Moirón   | 8 de octubre de 2007   | 1,83 m   | España     |    |    | x  |    |    |
| 2 | Andrea Villacañas Cerro | 18 de junio de 2006    | 1,59 m   | España     |    |    |    |    | x  |
| 3 | Gabriela Cordal Sasso   | 19 de abril de 1991    | 1,82 m   | Brasil     | x  |    |    |    |    |
| 6 | Sara Molano Parra       | 22 de marzo de 2006    | 1,74 m   | España     |    |    |    | x  |    |
| 8 | Juliana Antunes Sandes  | 6 de enero de 1999     | 1,84 m   | Brasil     |    |    | x  |    |    |
| 9 | Ángela Peña Bermejo     | 27 de octubre de 2006  | 1,76 m   | España     |    | x  |    |    |    |
| 10 | Carolina Afán Arguín    | 31 de marzo de 2003    | 1,65 m   | España     |    | x  |    |    |    |
| 11 | Desireé Castaño Rivera  | 12 de febrero de 2002  | 1,73 m   | España     |    | x  |    |    |    |
| 12 | Isabel Espino Tato      | 20 de junio de 1996    | 1,70 m   | España     |    |    |    | x  |    |
| 13 | Laura Maynar Basto      | 12 de julio de 2006    | 1,62 m   | España     | x  |    |    |    |    |
| 16 | Marta Holgado Pérez     | 2 de junio de 2006     | 1,70 m   | España     |    | x  |    |    |    |
| 17 | Janine Lucy Sandell     | 7 de diciembre de 1985 | 1,83 m   | Inglaterra |    | x  |    |    |    |
| Entrenadora: Flavia Dias de Lima Asistentes: María Molano / Adolfo Gómez Delegado: Teodoro Jiménez Estadística: Ana Lucas Fisioterapeuta: Beatriz Gómez |                         |                        |          |            |    |    |    |    |    |

### Temporada 2023-2024
| # | Nombre                  | F.Nacimiento           | Estatura | Origen     | Co | Re | Ce | Op | Li |
| --- | ----------------------- | ---------------------- | -------- | ---------- | -- | -- | -- | -- | -- |
| 2 | Andrea Villacañas Cerro | 18 de junio de 2006    | 1,59 m   | España     |    |    |    |    | x  |
| 4 | Marta Cano López        | 22 de mayo de 2006     | 1,78 m   | España     |    | x  |    |    |    |
| 6 | Marta Ruano Martínez    | 14 de junio de 1995    | 1,82 m   | España     |    |    |    | x  |    |
| 8 | Sara Molano Parra       | 22 de marzo de 2006    | 1,74 m   | España     |    |    |    | x  |    |
| 9 | Ángela Peña Bermejo     | 27 de octubre de 2006  | 1,76 m   | España     |    | x  |    |    |    |
| 10 | Raquel Del Álamo Martín | 16 de marzo de 1999    | 1,82 m   | España     |    |    | x  |    |    |
| 11 | Desireé Castaño Rivera  | 12 de febrero de 2002  | 1,73 m   | España     |    |    |    |    | x  |
| 13 | Balbanera Azul Ulla     | 12 de marzo de 2002    | 1,86 m   | Argentina  |    |    | x  |    |    |
| 14 | Camila Lidia Olguín     | 11 de julio de 1997    | 1,80 m   | Argentina  | x  |    |    |    |    |
| 16 | Marta Holgado Pérez     | 2 de junio de 2006     | 1,70 m   | España     |    | x  |    |    |    |
| 17 | Janine Lucy Sandell     | 7 de diciembre de 1985 | 1,83 m   | Inglaterra |    | x  |    |    |    |
| 18 | Ana Rodríguez Gordo     | 21 de mayo de 1999     | 1,65 m   | España     | x  |    |    |    |    |
| Entrenadora: Flavia Dias de Lima Asistentes: María Molano / Ana Lucas / Adolfo Gómez Delegado: Teodoro Jiménez Estadística: Judith Pérez Fisioterapeuta: Beatriz Gómez |                         |                        |          |            |    |    |    |    |    |

### Temporada 2022-2023
| # | Nombre                      | F.Nacimiento            | Estatura | Origen     | Co | Re | Ce | Op | Li |
| --- | --------------------------- | ----------------------- | -------- | ---------- | -- | -- | -- | -- | -- |
| 1 | Nerea Jiménez Bañegil       | 1 de enero de 1995      | 1,68 m   | España     |    |    |    |    | x  |
| 2 | Andrea Villacañas Cerro     | 18 de junio de 2006     | 1,59 m   | España     |    |    |    |    | x  |
| 3 | Raquel Del Álamo Martín     | 16 de marzo de 1999     | 1,182 m  | España     |    |    | x  |    |    |
| 4 | Ana Lucas Carrero           | 5 de septiembre de 2001 | 1,76 m   | España     |    |    | x  |    |    |
| 6 | Sara Molano Parra           | 22 de marzo de 2006     | 1,74 m   | España     |    |    |    | x  |    |
| 7 | Javiera Plasencia Bórquez   | 1 de abril de 1997      | 1,80 m   | Chile      | x  |    |    |    |    |
| 8 | Ángela Peña Bermejo         | 27 de octubre de 2006   | 1,76 m   | España     |    | x  |    |    |    |
| 9 | Lucía Shuang Moreno Borrega | 1 de diciembre de 2005  | 1,67 m   | España     | x  |    |    |    |    |
| 10 | Julia Cabeza Paniagua       | 20 de agosto de 1998    | 1,65 m   | España     |    |    |    |    | x  |
| 11 | Desireé Castaño Rivera      | 12 de febrero de 2002   | 1,73 m   | España     |    | x  |    |    |    |
| 12 | Isabel Espino Tato          | 20 de junio de 1996     | 1,72 m   | España     |    |    |    | x  |    |
| 13 | Balbanera Azul Ulla         | 12 de marzo de 2002     | 1,86 m   | Argentina  |    |    | x  |    |    |
| 14 | Juliana Ocaña Pizarro       | 10 de julio de 2000     | 1,80 m   | Argentina  |    | x  |    |    |    |
| 16 | Marta Holgado Pérez         | 2 de junio de 2006      | 1,70 m   | España     |    |    | x  |    |    |
| 17 | Janine Lucy Sandell         | 7 de diciembre de 1985  | 1,83 m   | Inglaterra |    | x  |    |    |    |
| Entrenadora: Flavia Dias de Lima Asistentes: Adolfo Gómez / María Molano Delegado: Teodoro Jiménez Estadística: Judith Pérez Fisioterapeuta: Beatriz Gómez |                             |                         |          |            |    |    |    |    |    |

### Temporada 2021-2022
| # | Nombre                       | F.Nacimiento             | Estatura | Origen     | Co | Re | Ce | Op | Li |
| --- | ---------------------------- | ------------------------ | -------- | ---------- | -- | -- | -- | -- | -- |
| 1 | Desireé Castaño Rivera       | 12 de febrero de 2002    | 1,73 m   | España     |    | x  |    |    |    |
| 2 | María Carrero Terrón         | 12 de septiembre de 1995 | 1,75 m   | España     | x  |    |    |    |    |
| 3 | Yéssica Paz Hidalgo          | 7 de octubre de 1989     | 1,98 m   | Venezuela  |    |    | x  |    |    |
| 5 | Taise Martins                | 15 de abril de 2002      | 1,82 m   | Brasil     |    | x  |    |    |    |
| 7 | Yohana Rodríguez Rodríguez   | 19 de enero de 1988      | 1,76 m   | España     |    | x  |    |    |    |
| 8 | Annita Del Nero Costa        | 17 de noviembre de 1995  | 1,70 m   | Brasil     |    |    |    |    | x  |
| 9 | Beatriz Gómez Preciado       | 1 de mayo de 1989        | 1,65 m   | España     |    |    |    |    | x  |
| 10 | Julia Cabeza Paniagua        | 20 de agosto de 1998     | 1,65 m   | España     |    |    |    |    | x  |
| 11 | María Ángeles Moreno Torreño | 11 de junio de 1994      | 1,83 m   | España     |    |    | x  |    |    |
| 12 | Isabel Espino Tato           | 20 de junio de 1996      | 1,72 m   | España     |    |    |    | x  |    |
| 17 | Flavia Dias de Lima          | 25 de julio de 1982      | 1,84 m   | Brasil     |    |    | x  |    |    |
| 20 | Nerea Jiménez Bañegil        | 1 de enero de 1995       | 1,68 m   | España     |    | x  |    |    |    |
| 21 | Janine Lucy Sandell          | 7 de diciembre de 1985   | 1,83 m   | Inglaterra |    | x  |    |    |    |
| Entrenadora: Flavia Dias de Lima Asistente: Adolfo Gómez Delegado: Teodoro Jiménez Estadística: Judith Pérez Fisioterapeuta: Javier Collado |                              |                          |          |            |    |    |    |    |    |

### Temporada 2020-2021
| # | Nombre                           | F.Nacimiento             | Estatura | Origen       | Co | Re | Ce | Op | Li |
| --- | -------------------------------- | ------------------------ | -------- | ------------ | -- | -- | -- | -- | -- |
| 1 | Desireé Castaño Rivera           | 12 de febrero de 2002    | 1,73 m   | España       |    | x  |    |    |    |
| 2 | María Carrero Terrón             | 12 de septiembre de 1995 | 1,75 m   | España       | x  |    |    |    |    |
| 5 | Mercedes Arends                  | 2 de enero de 1992       | 1,81 m   | Países Bajos |    |    |    | x  |    |
| 4 | Ana Lucas Carrero                | 5 de septiembre de 2001  | 1,73 m   | España       |    |    | x  |    |    |
| 5 | María García Cava                | 18 de mayo de 2004       | 1,85 m   | España       |    |    | x  |    |    |
| 7 | Yohana Rodríguez Rodríguez       | 19 de enero de 1988      | 1,76 m   | España       |    | x  |    |    |    |
| 9 | Beatriz Gómez Preciado           | 1 de mayo de 1989        | 1,65 m   | España       |    |    |    |    | x  |
| 10 | Julia Cabeza Paniagua            | 20 de agosto de 1998     | 1,65 m   | España       |    |    |    |    | x  |
| 11 | María Ángeles Moreno Torreño     | 11 de junio de 1994      | 1,83 m   | España       |    |    | x  |    |    |
| 12 | Isabel Espino Tato               | 20 de junio de 1996      | 1,72 m   | España       |    |    |    | x  |    |
| 13 | María Larrakoetxea Guerendiarain | 13 de febrero de 1992    | 1,82 m   | España       | x  |    |    |    |    |
| 15 | María Guadalupe Pañero           | 5 de agosto de 2000      | 1,65 m   | España       |    |    |    | x  |    |
| 17 | Flavia Dias de Lima              | 25 de julio de 1982      | 1,84 m   | Brasil       |    |    | x  |    |    |
| 18 | Laura Pallero Tato               | 8 de septiembre de 2000  | 1,72 m   | España       |    | x  |    |    |    |
| 20 | Nerea Jiménez Bañegil            | 1 de enero de 1995       | 1,68 m   | España       |    | x  |    |    |    |
| 21 | Janine Lucy Sandell              | 7 de diciembre de 1985   | 1,83 m   | Inglaterra   |    | x  |    |    |    |
| Entrenadora: Flavia Dias de Lima Asistente: Adolfo Gómez / Carmen Fernández Delegado: Teodoro Jiménez Estadística: Judith Pérez Fisioterapeuta: Javier Collado |                                  |                          |          |              |    |    |    |    |    |